# Taylor Swift
Taylor Alison Swift, född 13 december 1989 i West Reading i Pennsylvania, är en amerikansk popsångare och låtskrivare.
Swifts musikkarriär inleddes i de tidiga tonåren och hon fick tidigt kontakt med musikindustrin. Vid 15 års ålder (2004) flyttade Swift till Nashville på grund av sitt intresse för countrymusik. I september 2006 gjorde hon debut på Billboard-countrylistan med debutsingeln "Tim McGraw". Låten hamnade som bäst på sjätte plats. Den var den första av fem singlar från hennes debutalbum Taylor Swift, vilket släpptes i slutet av 2006 och återlanserades 2007. Albumet har enligt RIAA uppnått multiplatina tre gånger och låg på Billboard 200 under 275 veckor. 
Snart hamnade ytterligare en av hennes debutsinglar, ”Teardrops On My Guitar" (#2) på en andraplats. Sex veckor senare toppade hennes "Our Song" listan samtidigt som hennes "Picture to Burn" (#3) låg på en tredjeplats. Ännu en förstaplats skulle senare intas med singeln "Should've Said No". Alla fem singlar från hennes debutalbum hamnade på Topp 40-hits på Billboard Hot 100. Det gjorde även "Change" från AT&T TEAM USA Soundtrack. Hennes andra album Fearless släpptes 11 november 2008. Från det albumet heter den första singeln "Love Story", vilken som bäst nådde plats fyra på Billboard Hot 100.
När Swifts elfte album The Tortured Poets Department släpptes 2024 den 19 april och slog flera rekord. Bland annat gick 14 av albumets låtar in  på Billboard Hot 100-listans fjorton första platser. Singeln "Fortnight" blev hennes tolfte etta på listan.
Swifts omfattande genomslag som artist har lett till jämförelser med Elvis Presley, Madonna och Michael Jackson. Hennes långvariga internationella turné The Eras Tour hade dragit in över en miljard dollar sammanlagt vid slutet av 2023.

## Biografi

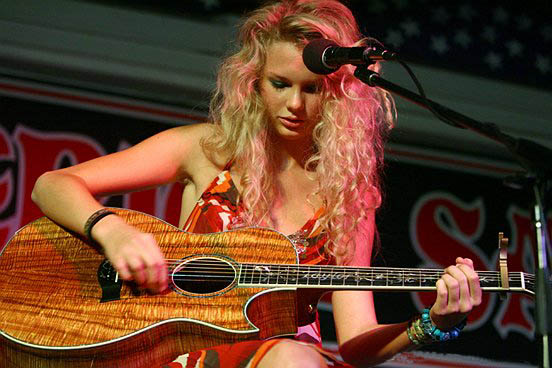
Taylor Swift framträder på ett kafé med en koa-gitarr.

Taylor Swift växte upp i  Wyomissing i Pennsylvania. Swift ser sin farmor och LeAnn Rimes som sina förebilder. Trots att hennes farmor är professionell operasångare har Taylor Swifts stil alltid varit mot countryhållet och hon utvecklade en kärlek till Patsy Clines och Dolly Partons musik vid tidig ålder. Hon säger också att Dixie Chicks och Shania Twain har spelat en stor roll i hennes musiksmak. När Swift var 10 år gammal började hon uppträda runt sin hemort Wyomissing genom att sjunga i olika karaoketävlingar och på festivaler. Hon började även skriva musik. Hennes första kontakt med musikindustrin var då hon lämnade in en demoskiva till en studio. Vid 11 års ålder gjorde Swift sin första resa till Nashville för att försöka få ett skivkontrakt. Detta gjorde hon genom att dela ut demon, där hon även hade lagt till andra kända sånger som hon hade spelat in. Hon gav demon till alla skivbolag på Music Row. Swift mötte ingen omedelbar acceptans från skivbolagen, och även från hennes vänner kom en del kritik. På frågan om hur hon klarade denna motgång från skivbolagen svarade hon "det var inte alls så smärtsamt som att höra allt negativt från personer runt omkring sig". En av de första sånger som hon skrev var "The Outside" (men den allra första låten hon skrev heter "Lucky You"). Efter att Swift kom tillbaka till Pennsylvania och hade sjungit den amerikanska nationalsången vid en match med Detroit Pistons blev hon tillfrågad om hon ville sjunga vid tennistävlingen US Open, och framförde även där nationalsången. 
Swift började regelbundet besöka Nashville, där hon skrev musik med lokala låtskrivare. Till slut beslutade hennes familj att flytta till Nashville. Taylor Swift uppträdde vid Nashvillepremiären av The Bluebird Café. Många skivbolag var på plats den kvällen samt Scott Borchetta som arbetat för Universal Records. Efter showen på The Bluebird ringde han upp Swift och sa att han hade både goda och dåliga nyheter. De positiva var att han ville ge henne ett skivkontrakt och att de negativa var att han inte arbetade för Universal längre. Swift skrev senare med Scotts nybildade skivbolag Big Machine Records på ett kontrakt omfattande fem album samt ett samlingsalbum.
Swift spelar Taylor "Grand Auditorium", en akustisk gitarr gjord av träslaget koa.
Från och med juli 2023 är Taylor Swift i ett förhållande med NFL-spelaren Travis Kelce.

## Musikkarriär

### 2006–2007: DebutalbumetTaylor Swift
Swifts första singel, "Tim McGraw", släpptes på radio under sommaren 2006, och den 24 oktober samma år släpptes hennes debutalbum, Taylor Swift. Swift skrev eller medverkade vid skrivandet av alla sånger på plattan, som debuterade på plats #19 på Billboard 200 och sålde i mer än 39 000 exemplar under den första veckan. Senare hamnade albumet på första plats på Billboard Top Country Albums och plats #5 på Billboard 200. Skivan låg i 8 veckor på toppen av Top Country Albums charts, och har sålts i över 3 miljoner exemplar.
Swift har fått över 20 miljoner träffar på music streams på Myspace. Hon är för tillfället rankad på plats 15 över flest besökare på Myspace i alla musikgenrer, och topprankad när det gäller Countryartister.

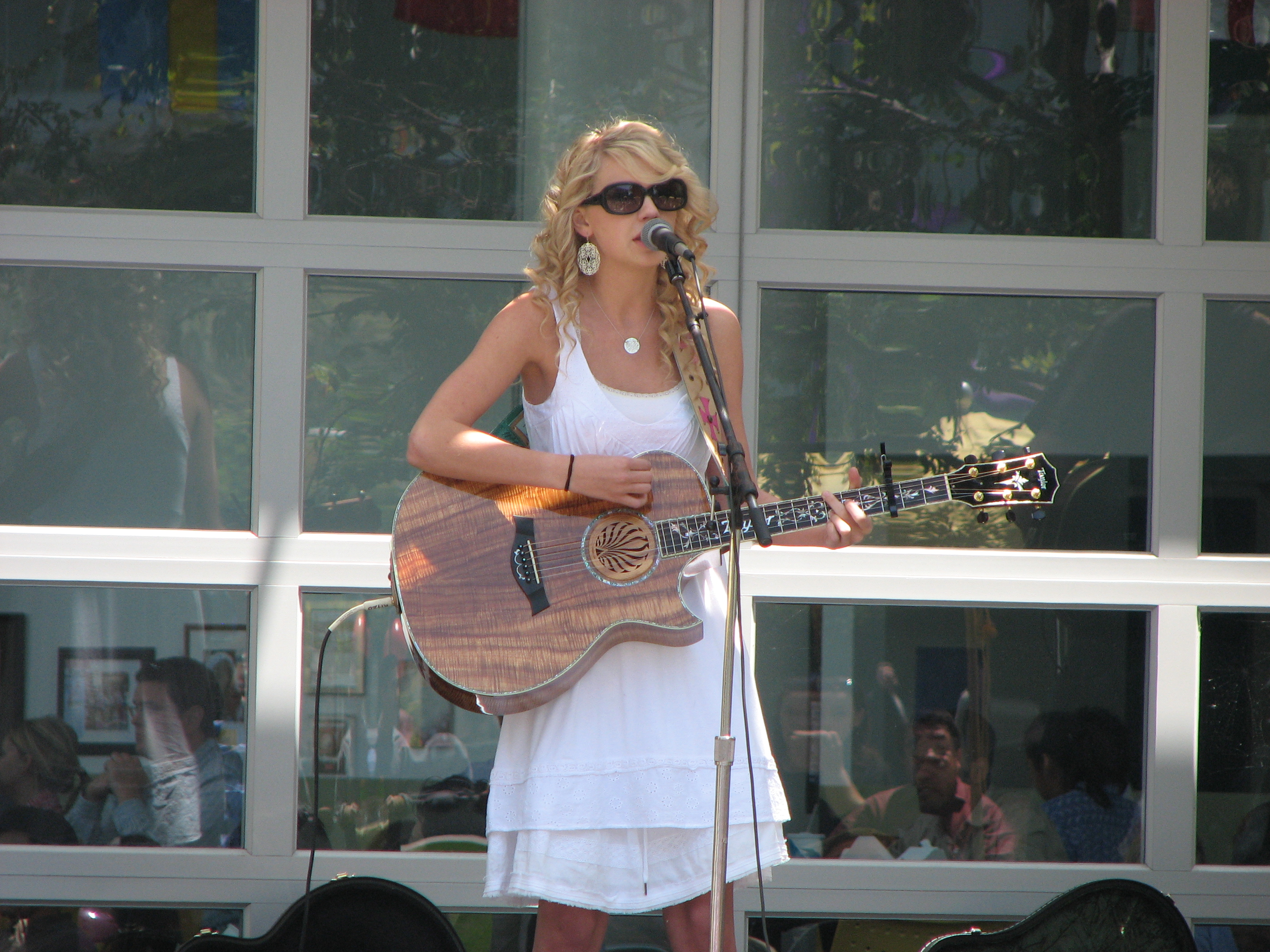
Taylor Swift uppträder 2007.

Angående "Tim McGraw" sa Swift: "Jag skrev [sången] under mitt första år på high school. Då jag var tillsammans med en kille som skulle iväg till college. Jag visste att vi skulle göra slut, så jag började tänka på alla saker som jag skulle minnas av honom. Konstigt nog, var det första jag tänkte på min favoritcountryartist Tim McGraw."
"Tim McGraw" toppade på plats #6 på Billboard Hot Country Songs den 27 januari 2007. Musikvideon har satt rekord genom att ha legat på GAC 30 veckor i rad, en lista som rankar de 20 bästa musikvideorna. Videon nådde även första platsen på CMT:s videolista, och vann priset för Breakthrough Video of the Year vid 2007 års CMT Music Awards. Hennes jakt på stjärnstatus inom country var ett hett samtalsämne vid "GAC Short Cuts".
Den 15 maj 2007 framförde Swift låten "Tim McGraw" vid Academy of Country Music Awards. Hon sjöng sången till Tim McGraw som satt i publiken, och presenterade sig själv för första gången för honom. Swift har varit förband till både Tim McGraw och Faith Hill på deras Soul2Soul 2007 tour. Tidigare har hon även öppnat för George Strait, Brad Paisley och Rascal Flatts. Ett uppdrag som förband till Kenny Chesney avblåstes av juridiska skäl eftersom Swift var minderårig och turnén var sponsrad av ett bryggeri. Som tröst fick hon en check motsvarande en större summa av Chesney på sin 18-årsdag. 21 augusti 2007, uppträdde Swift live vid säsongsfinalen av America's Got Talent.
Den andra singeln från albumet Taylor Swift, "Teardrops on My Guitar", släpptes den 24 februari 2007. Sången är inspirerad av en verklig händelse från hennes tid på high school där hon var förälskad i Drew Hardwick. Enligt Swift såg han endast henne som en vän och som någon som kunde ge honom råd angående hans relation till sin flickvän. Han vet att sången handlar om honom, enligt Swift.
"Teardrops on My Guitar" nådde sin högsta listposition under sommaren 2007, då den hamnade på #2 på Billboard Country Chart och plats #33 på Billboard Hot 100. Sången återlanserades på Hot 100 och Pop 100 sent under 2007, med en popremix vilket gjorde att den klättrade upp igen, #13 på Hot 100 och #11 på Pop 100. 
I oktober 2007 mottog Swift, som den dittills yngsta artisten, priset Songwriter/Artist of the Year från Nashville Songwriters Association International.
7 november 2007 vann Swift 2007 års CMA Horizon Award och uppträdde även med låten "Our Song," den tredje singeln från hennes album, vilken skulle komma att bli hennes första plats-singel, 22 december 2007. Låten hoppade direkt upp från 6:e plats, det största hoppet till första platsen sedan januari 1998, då Tim McGraws "Just to See You Smile", också hoppade från #6 till #1. "Our Song" låg sex veckor på första platsen på Countrylistan men den fanns även med på Billboard Hot 100 (#16) och Billboard Pop 100 (#24).
Swift spelade även in ett julalbum, Sounds of the Season: The Taylor Swift Holiday Collection, som släpptes exklusivt den 16 oktober 2007, genom Target. Albumet, som inte var lika framgångsrikt som det föregående Taylor Swift, innehöll både klassiska låtar såsom "Last Christmas" och några av Swifts nyskrivna sånger.

### 2008–2018
Swift nominerades 2008 till en Grammy i kategorin Best New Artist, men titeln gick till Amy Winehouse. Swifts framgångsrika singel, "Picture to Burn", blev den fjärde singeln från hennes debutalbum. Låten debuterade i början på 2008 och hamnade på #3 på Billboard Country Charts under våren 2008.
Swift var på omslaget av Seventeen i juni 2008. Hon var även nummer 52 på Maxims lista över de sexigaste kvinnorna 2008.
Big Machine Records meddelade att man skulle släppa "Should've Said No" måndagen den 19 maj 2008. Denna låt blev den femte och sista singeln från Swifts debutalbum. Hon uppträdde med den vid 43rd Annual Academy of Country Music Awards. Framträdandet började med att hon kom ut i en munktröja och ett par jeans, men senare hade hon en svart kort glimrande klänning under framträdandets sista minut. Sen gick hon upp på scen för att sjunga den sista versen under ett "vattenfall". Swift hade velat framföra ett scenuppträdande med vattenfall och klädbyten sedan hon var 10 år gammal.
2008, släppte Swift Beautiful Eyes, en exklusiv EP, som såldes via Wal-Mart.
I juli 2008 tog Swift examen från Aaron Academy, en kristen skola i Hendersonville, Tennessee, en skola som erbjuder distansstudier.
Den 23 augusti 2008 blev Should've Said No hennes andra singel att hamna på första plats.
Swifts andra studioalbum, Fearless, släpptes i USA den 11 november 2008. Albumet debuterade på #1 på Billboard 200. Det såldes i 592 000 exemplar, det bästa resultatet för ett countryalbum det året. Sex singlar från albumet debuterade på Billboard Hot 100 samma vecka.
"Change", en sång från albumet, blev vald som soundtrack för att stödja det amerikanska laget under OS 2008 i Peking. Sången var även med som soundtrack för NBC:s sändning av spelen. Swift lanserade även huvudsingeln för albumet, "Love Story", den 12 september 2008. Till låten finns en musikvideo som är baserad på Romeo och Julia. Låten har som bäst hamnat på #2 på iTunes Store Top Downloaded Songs och #5 på Billboard Hot 100.
Swift sjöng Star-Spangled Banner vid den tredje matchen av World Series i Philadelphia, 25 oktober 2008.
I början av december 2009 nominerades hon till åtta Grammy Awards, bland annat inom kategorin "Album Of The Year" (Fearless), "Record Of The Year" (You Belong With Me) och "Song Of The Year" (You Belong With Me).
Swifts fjärde album gavs ut den 22 oktober 2012 och har titeln Red. Taylor höll en livechatt på Youtube den 13 augusti där hon bjöd in en del fans för att berätta om den nya skivan. Bland annat presenterades datumet då albumet skulle släppas; titeln och albumets omslag visades också upp. Dessutom svarade Taylor på frågor om den nya skivan samt premiärspelade den första singeln "We Are Never Ever Getting Back Together". Sändningen kunde ses live världen över. Swift berättade också att hon jobbat med Max Martin inför denna skiva.
2014 släppte Taylor Swift albumet 1989 som hyllades av kritikerna. Albumet markerade ett skifte från country till mer poporienterad musik. Under den första veckan såldes albumet i 1,2 miljoner exemplar. I samband med albumsläppet upphovsrättsskyddade Swift flera fraser som förekommer på skivan, däribland uttrycken "Party Like It´s 1989" och "This Sick Beat".
Efter Swifts rättegång i augusti 2017 tog hon bort allt från sina sociala medier. Hon släppte även låten "Look What You Made Me Do" i augusti. Folk blev väldigt förvånade då detta varken var likt den countrymusik man ofta associerat med Swift eller den popmusik hon släppte på skivan 1989. Swift släppte låten "...Ready For It?" och hade efter dessa två låtar så kallade "Secret Sessions", ungefär hemliga spelningar, som hon även haft för albumet 1989 då hon bjöd hem fans till sitt hus och lät dem ta del av alla nya låtar en månad innan de kom ut. Albumet släpptes den 10 november 2017. Albumet blev väldigt omtyckt av kritikerna samt fansen. Till största del handlar albumet om Swifts dåvarande pojkvän Joe Alwyn. Albumet spelades in i USA och Sverige.

### 2019
År 2019 släpptes första singeln "ME!" från albumet Lover, som Swift framför tillsammans med Brendon Urie från bandet Panic! At the Disco. Låten debuterade på plats 100 på Billboard. Den steg till plats 2 veckan efter, det längsta någon låt har stigit på Billboard på så kort tid.

I juni 2019 släppte hon den andra singeln "You Need to Calm Down" från albumet Lover, som debuterade och toppade som nummer två på Billboard Hot 100. Swift tar upp vad förtryck som homofobi innebär och hon uttrycker sitt stöd för LGBTQ-samhället.
23 juli släppte hon albumets tredje singel "The Archer".
Titelspåret "Lover", albumets fjärde singel, släpptes 16 augusti 2019.
Lover är Taylor Swifts sjunde studioalbum, släppt den 23 augusti 2019, och albumet debuterade på Billboard 200 med 679 000 sålda exemplar under den första veckan, vilket gjorde Swift till den första kvinnliga artisten med sex album som sålts i över 500 000 exemplar under den första veckan.
Julsingeln "Christmas Tree Farm" släpptes 6 december 2019.

### 2020
Taylor Swift avbröt alla turnéer under 2020 på grund av COVID-19. "The Man" är den sista singeln från albumet "Lover", och släpptes 27 januari 2020.
Den 23 juli samma år meddelade hon på sociala medier att hon skulle släppa sitt åttonde studioalbum, Folklore, den 24 juli 2020. Albumet, som skrivits och spelats in under tiden Swift till följd av coronaviruspandemin varit isolerad, innehåller samarbeten med artisterna Bon Iver, Jack Antonoff och Aaron Dessner. En musikvideo med låten "Cardigan" släpptes tillsammans med albumet. "Exile" släpptes som andra singel den 3 augusti 2020.  "Betty" släpptes som den tredje singeln den 17 augusti 2020.
Swifts nionde studioalbum, Evermore, släpptes den 11 december 2020. Albumet beskrivs som en "systerplatta" till Folklore, och överraskningsutgåvan innehåller återigen samarbeten med Bon Iver, Aaron Dessner och Jack Antonoff, liksom med de amerikanska rockbanden Haim och The National.

### 2022–2024
Den 18 maj 2022 mottog Swift titeln som hedersdoktor (honorary Doctor of Fine Arts) av New York University (NYU) i samband med att hon höll ett tal för avgångsklasserna. Den 21 oktober 2022 släppte Taylor Swift sitt tionde album, "Midnights".
Under 2023 till 2024 genomför Taylor Swift sin femte konsertturné titulerad the Eras tour. Turnén, som har spelat in över en miljard dollar, sålde över två miljoner biljetter under sin första försäljningsdag. Showen inkluderar över fyrtio av Swifts låtar och har en speltid på över tre timmar. Upptrissade priser vid vidareförsäljning av biljetter på upp till 22 000 dollar ledde till flera stämningar i USA, en förundersökning genomförd av USA:s justitiedepartement och senatsförhör.
Den 6 december 2023 utsågs hon till Årets person av tidskriften Time.
| ”                       | I en polariserad värld där så många traditionella institutioner har det svårt har Taylor Swift hittat ett sätt att överbrygga gränser och vara en positiv inspirationskälla. Ingen annan på denna jord kan just nu dessutom beröra så många människor | „ |
| – Time, 6 december 2023 | |   |

När Swifts elfte album The Tortured Poets Department släpptes 2024 slogs flera rekord. Bland annat gick 14 av albumets låtar in  på Billboard Hot 100-listans fjorton första platser. Singeln "Fortnight" blev hennes tolfte etta på listan.

### Skivbolagskontrakt
- 2004 (vid 13 års ålder) Utvecklingskontrakt med RCA Records[57]. Ett år senare valde Swift att lämna skivbolaget då de ville att hon skulle spela in musik skriven av andra, medan hon ville koncentrera sig på sin egen musik[58].
- 2005 skrev hon på ett musikutgivnings-kontrakt med Sony/ATV Music Publishing[59].
- 2006 skrev hon på ett skivkontrakt med independentbolaget Big Machine Records[60].
- 2018 lämnade Swift Big Machine Records och gick till Republic Records[61]
- 2020 skrev Swift på ett musikutgivningskontrakt med Universal Music Publishing Group och lämnade i och med detta Sony/ATV Music Publishing[62]

#### Konflikt med Big Machine Records
2019, i samband med att Scooter Braun genom Ithaca Holdings, tagit över Big Machine Records, inklusive mastrarna till de minst 108 låtar som hon utgivit genom bolaget mellan åren 2006–2017, tillkännagav Taylor Swift att hon skulle återinspela och återutge denna musik. Den första av dessa ”Taylors-version”-utgåvor, Fearless, utkom i april 2021 och det andra, Red, i november samma år. Totalt berör återutgivningen sex album. Resultatet av återutgivningen blev att Taylor Swift har äganderätten till de nya mastrarna. Scooter Braun har fortfarande rätten till de gamla originalen, men framtida nyttjare av musiken kommer att kunna välja mellan att köpa Swifts version eller originalutgåvorna, med resultatet, att värdet av originalen kommer att reduceras.

## Välgörenhet
Den 21 september 2007 lanserade Swift en årslång kampanj för att skydda barn mot brottslingar på internet, och har arbetat tillsammans med guvernören av Tennessee, Phil Bredesen, för att motverka sexbrott på Internet.
Kampanjen lanserades i samarbete med Tennessee Association of Chiefs of Police, som ansvarade för distribution information om Internetsäkerhet till föräldrar och elever runt omkring i USA.

## Diskografi
Detta avsnitt är en sammanfattning av Taylor Swifts diskografi.

### Studioalbum
- 2006 – Taylor Swift
- 2008 – Fearless
- 2010 – Speak Now
- 2012 – Red
- 2014 – 1989
- 2017 – Reputation (stiliserat reputation)
- 2019 – Lover
- 2020 – Folklore (stiliserat folklore)
- 2020 – Evermore (stiliserat evermore)
- 2022 – Midnights
- 2024 – The Tortured Poets Department

#### Återutgivningar
- 2021 – Fearless (Taylor's Version)
- 2021 – Red (Taylor's Version)
- 2023 – Speak Now (Taylor's Version)
- 2023 – 1989 (Taylor's Version)

### EP
- 2007 – Sounds of the Season: The Taylor Swift Holiday Collection
- 2008 – Beautiful Eyes

## Filmografi (urval)
| Konsertfilm | Konsertfilm                            | Konsertfilm             | Konsertfilm | Konsertfilm | Konsertfilm |
| År          | Titel                                  | Tour                    | Utgiven på  | Musik |             |
| ----------- | -------------------------------------- | ----------------------- | ----------- | --- | ----------- |
| 2010        | Journey To Fearless                    | Fearless tour           | DVD/Blu-ray | "You Belong with Me","Our Song", "Tell Me Why", "Teardrops on My Guitar", "Fearless", "Forever & Always", "Picture to Burn","Fifteen","Tim McGraw","White Horse", "Love Story", "Breathe", "Change", "You're Not Sorry", "I'm Only Me When I'm With You" och "Should've Said No". |             |
| 2011        | Speak Now - World Tour Live            | Speak Now World Tour    | Blu-ray     | "Sparks Fly","Mine","The Story of Us", "Mean", "Ours","Back to December/Apologize/You're Not Sorry","Better Than Revenge","Speak Now", "Last Kiss","Drops of Jupiter","Bette Davis Eyes","I Want You Back","Dear John","Enchanted","Haunted" och "Long Live". |             |
| 2015        | The 1989 World Tour Live               | 1989 World Tour Live    | Apple music | "Welcome to New York","New Romantics","Blank Space","I Knew You Were Trouble","I Wish You Would"" How You Get the Girl","I Know Places","All You Had to Do Was Stay","You Are in Love","Clean","Love Story","Style","This Love","Bad Blood","We Are Never Ever Getting Back Together","Enchanted" / "Wildest Dreams" och "Out of the Woods". |             |
| 2018        | Taylor Swift's Reputation Stadium Tour | Reputation Stadium Tour | Netflix     | "...Ready for It?","I Did Something Bad","Gorgeous","Style" / "Love Story" / "You Belong with Me","Look What You Made Me Do","End Game","King of My Heart","Delicate","Shake It Off" (Med Camila Cabello och Charli XCX),"Dancing with Our Hands Tied","All Too Well","Blank Space","Dress", "Bad Blood" / "Should've Said No","Don't Blame Me","Long Live" / "New Year's Day","Getaway Car", "Call It What You Want","We Are Never Ever Getting Back Together" och "This Is Why We Can't Have Nice Things". |             |
| 2023        | Taylor Swift: The Eras Tour            | Eras Tour               | Bio film    | |             |

| Film | Film                                      | Film        | Film                                                |
| År   | Titel                                     | Roll        | Övrigt                                              |
| ---- | ----------------------------------------- | ----------- | --------------------------------------------------- |
| 2009 | Jonas Brothers: The 3D Concert Experience | Sig själv   | Cameo                                               |
| 2009 | Hannah Montana: The Movie                 | Sig själv   | Cameo                                               |
| 2010 | Valentine's Day                           | Felicia     | Första rollen i en långfilm                         |
| 2014 | The Giver                                 | Rosemary    |                                                     |
| 2019 | Cats                                      | Bombalurina |                                                     |
| 2020 | Miss Americana                            | sig själv   | En dokumtär om hennes liv.                          |
| 2020 | Folklore: The Long Pond Studio Sessions   | sig själv   | En dokumtär om hennes album Folklore.               |
| 2022 | Amsterdam                                 | Liz Meekins |                                                     |
| TV   |                                           |             |                                                     |
| År   | Titel                                     | Roll        | Övrigt                                              |
| 2009 | CSI                                       | Haley Jones | Säsong 9, avsnitt 16 "Turn, Turn, Turn"             |
| 2009 | Saturday Night Live                       | Sig själv   | Värd/Gästartist                                     |
| 2013 | New Girl                                  | Elaine      | Cameo; säsong 2, sista avsnittet "Elaine's Big Day" |
| 2019 | Strictly Come Dancing                     | Sig själv   | Gäst artist i finalen                               |

## Utmärkelser och nomineringar

### Academy of Country Music Awards
Taylor Swift har nominerats totalt sju gånger, och vunnit tre av dessa utmärkelser. Swift har också fått Crystal Milestone Award. Swift är den yngsta artist i historien att vinna Album Of The Year-priset.
| År   | Nominerat verk     | Utmärkelse              | Resultat  |
| ---- | ------------------ | ----------------------- | --------- |
| 2007 | Sig själv          | Top New Female Vocalist | Nominerad |
| 2008 | Sig själv          | Top New Female Vocalist | Vinst     |
| 2008 | Sig själv          | Top Female Vocalist     | Nominerad |
| 2008 | Taylor Swift       | Album of the Year       | Nominerad |
| 2009 | Sig själv          | Top Female Vocalist     | Nominerad |
| 2009 | Love Story         | Video of the Year       | Nominerad |
| 2009 | Fearless           | Album of the Year       | Vinst     |
| 2009 | Sig själv          | Crystal Milestone Award | Vinst     |
| 2010 | Sig Själv          | Entertainer of the Year | Nominerad |
| 2010 | Sig Själv          | Top Female Vocalist     | Nominerad |
| 2010 | You Belong With Me | Song of the Year        | Nominerad |
| 2010 | You Belong With Me | Video of the Year       | Nominerad |
| 2011 | Sig Själv          | Entertainer of the Year | Vinst     |
| 2011 | Sig Själv          | Top Female Vocalist     | Nominerad |
| 2011 | Speak Now          | Album of the Year       | Nominerad |
| 2012 | Sig Själv          | Entertainer of the Year | Vinst     |
| 2012 | Sig Själv          | Top Female Vocalist     | Nominerad |
| 2012 | Mean               | Video of the Year       | Nominerad |

### Grammy Award
| År   | Nominerat verk               | Utmärkelse                                    | Resultat  |
| ---- | ---------------------------- | --------------------------------------------- | --------- |
| 2008 | Sig själv                    | Best New Artist                               | Nominerad |
| 2010 | You Belong With Me           | Record of the Year                            | Nominerad |
| 2010 | Fearless                     | Album of the Year                             | Vinst     |
| 2010 | You Belong With Me           | Song of the Year                              | Nominerad |
| 2010 | You Belong With Me           | Best Female Pop Vocal Performance             | Nominerad |
| 2010 | Breathe {ft. Colbie Caillat} | Best Pop Collaboration with Vocal Performance | Nominerad |
| 2010 | White Horse                  | Best Female Country Vocal Performance         | Vinst     |
| 2010 | White Horse                  | Best Country Song                             | Vinst     |
| 2010 | Fearless                     | Best Country Album                            | Vinst     |
| 2012 | Mean                         | Best Country Solo Performance                 | Vinst     |
| 2012 | Mean                         | Best Country Song                             | Vinst     |

### American Music Awards
| År   | Nominerat verk | Utmärkelse                     | Resultat  |
| ---- | -------------- | ------------------------------ | --------- |
| 2007 | Sig själv      | Favorite Female Country Artist | Nominerad |
| 2008 | Sig själv      | Favorite Female Country Artist | Vinst     |
| 2009 | Sig själv      | Artist of The Year             | Vinst     |

### Billboard Music Awards
| År   | Nominerat verk | Utmärkelse                                | Resultat |
| ---- | -------------- | ----------------------------------------- | -------- |
| 2009 | Sig själv      | Artist of the Year                        | Vinst    |
| 2009 | Sig själv      | The Billboard 200 Artists of the Year     | Vinst    |
| 2009 | Fearless       | The Billboard 200 Album of the Year       | Vinst    |
| 2009 | Love Story     | Hot Radio Songs of the Year               | Vinst    |
| 2009 | Sig själv      | Hot Adult Contemporary Artist of the Year | Vinst    |
| 2009 | Sig själv      | Top Country Artist of the Year            | Vinst    |
| 2009 | Fearless       | Top Country Album of the Year             | Vinst    |

### BMI Awards
| År   | Nominerat verk           | Utmärkelse                 | Resultat |
| ---- | ------------------------ | -------------------------- | -------- |
| 2007 | "Tim McGraw"             | Winning Song               | Vinst    |
| 2008 | "Our Song"               | Winning Song               | Vinst    |
| 2008 | "Teardrops on My Guitar" | Country Song of the Year   | Vinst    |
| 2009 | "Teardrops on My Guitar" | BMI Pop Award Winning Song | Vinst    |
| 2009 | "Teardrops on My Guitar" | BMI President’s Award      | Vinst    |
| 2009 | "Love Story"             | Country Song of the Year   | Vinst    |
| 2009 | "Picture to Burn"        | Winning Song               | Vinst    |
| 2009 | "Should've Said No"      | Winning Song               | Vinst    |

### Country Music Association Awards
| År   | Nominerat verk | Utmärkelse                             | Resultat  |
| ---- | -------------- | -------------------------------------- | --------- |
| 2007 | Sig själv      | Horizon Award                          | Vinst     |
| 2008 | Sig själv      | Female Vocalist of the Year            | Nominerad |
| 2009 | Sig själv      | Entertainer of the Year                | Vinst     |
| 2009 | Sig själv      | Female Vocalist of the Year            | Vinst     |
| 2009 | Sig själv      | International Artist Achievement Award | Vinst     |
| 2009 | "Fearless"     | Album of the Year                      | Vinst     |
| 2009 | "Love Story"   | Music Video of the Year                | Vinst     |

### CMT Music Awards
| År   | Nominerat verk                   | Utmärkelse                          | Resultat  |
| ---- | -------------------------------- | ----------------------------------- | --------- |
| 2007 | "Tim McGraw"                     | Breakthrough Video of The Year      | Vinst     |
| 2008 | "Our Song"                       | Female Video of the Year            | Vinst     |
| 2008 | "Our Song"                       | Video of the Year                   | Vinst     |
| 2009 | "Love Story"                     | Video of the Year                   | Vinst     |
| 2009 | "Love Story"                     | Female Video of the Year            | Vinst     |
| 2009 | "Photograph" (Def Leppard-cover) | Wide Open Country Video of the Year | Nominerad |
| 2009 | "Photograph" (med Def Leppard)   | CMT Performance of the Year         | Nominerad |

### MTV Awards

#### MTV Europe Music Awards
| År   | Nominerat verk | Utmärkelse                               | Resultat  |
| ---- | -------------- | ---------------------------------------- | --------- |
| 2009 | "Taylor Swift" | MTV Europe Music Awards for Best New Act | Nominerad |
| 2012 | Sig själv      | Best Look                                | Vinst     |
| 2012 | Sig själv      | Best Live Act                            | Vinst     |
| 2012 | Sig själv      | Best Female Artist                       | Vinst     |
| 2012 | Sig själv      | Best Pop Act                             | Nominerad |
| 2012 | Sig själv      | Best World Stage                         | Nominerad |

#### MTV Video Music Awards
| År   | Nominerat verk     | Utmärkelse        | Resultat  |
| ---- | ------------------ | ----------------- | --------- |
| 2008 | Sig själv          | Best New Artist   | Nominerad |
| 2009 | You Belong With Me | Best Female Video | Vinst     |

#### Los Premios MTV Latinoamérica
Los Premios MTV Latinoamérica är latinamerikanska version av MTV Video Music Awards. 
| År   | Nominerat verk | Utmärkelse                      | Resultat  |
| ---- | -------------- | ------------------------------- | --------- |
| 2009 | Sig själv      | Best Pop Artist — International | Nominerad |
| 2009 | Sig själv      | Best New Artist — International | Nominerad |
| 2009 | Sig själv      | Best Fan Club                   | Nominerad |

### Australian Nickelodeon Kids' Choice Awards
| År   | Nominerat verk | Utmärkelse                | Resultat  |
| ---- | -------------- | ------------------------- | --------- |
| 2009 | "Love Story"   | Fave Song                 | Nominerad |
| 2009 | Sig själv      | Fave International Singer | Nominerad |

### Nashville Songwriters Association International (NSAI) Award
| År   | Nominerat verk | Utmärkelse                     | Resultat      |
| ---- | -------------- | ------------------------------ | ------------- |
| 2007 | Sig själv      | Songwriter/Artists of the Year | Vinst (delad) |
| 2009 | Sig själv      | Songwriter/Artists of the Year | Vinst         |

### People's Choice Awards
| År   | Nominerat verk | Utmärkelse            | Resultat  |
| ---- | -------------- | --------------------- | --------- |
| 2009 | "Love Story"   | Favorite Country Song | Nominerad |
| 2010 | Sig själv      | Female artist         | Vinst     |
| 2010 | Sig själv      | Country artist        | Nominerad |
| 2010 | Sig själv      | Pop artist            | Nominerad |

### Teen Choice Awards
| År   | Nominerat verk | Utmärkelse      | Resultat  |
| ---- | -------------- | --------------- | --------- |
| 2008 | Sig själv      | Breakout Artist | Vinst     |
| 2009 | Sig själv      | Female Artist   | Vinst     |
| 2009 | Love Story     | Love Song       | Nominerad |
| 2009 | Fearless       | Female Album    | Vinst     |
| 2009 | Fearless Tour  | Music Tour      | Nominerad |

### Young Hollywood Awards
| År   | Nominerat verk | Utmärkelse            | Resultat |
| ---- | -------------- | --------------------- | -------- |
| 2008 | Sig själv      | Superstar of Tomorrow | Vinst    |

### CMT Online Awards
| År   | Nominerat verk           | Utmärkelse                                       | Resultat  |
| ---- | ------------------------ | ------------------------------------------------ | --------- |
| 2006 | "Tim McGraw"             | Number 1 Streamed Video From A New Artist        | Nominerad |
| 2007 | "Teardrops on My Guitar" | Number 1 Streamed Studio 330 Sessions Video      | Vinst     |
| 2007 | "Teardrops on My Guitar" | Number 1 Streamed Music Video                    | Nominerad |
| 2007 | Sig själv                | Number 1 Digitally Active Female Artist          | Nominerad |
| 2008 | "Should've Said No"      | Number 1 Streamed Slippery When Wet Video        | Nominerad |
| 2008 | "Our Song"               | Number 1 Streamed Music Video                    | Nominerad |
| 2008 | Sig själv                | Number 1 Streamed Digitally Active Female Artist | Nominerad |

### Canadian Country Music Association Award
| År   | Nominerat verk | Utmärkelse        | Resultat |
| ---- | -------------- | ----------------- | -------- |
| 2009 | Fearless       | Top Selling Album | Vinst    |

### Nashville Music Awards
| År   | Nominerat verk | Utmärkelse                      | Resultat |
| ---- | -------------- | ------------------------------- | -------- |
| 2009 | Sig själv      | Artist of the Year              | Vinst    |
| 2009 | Sig själv      | Songwriter - Artist of the Year | Vinst    |
| 2009 | Fearless       | Country Album                   | Vinst    |

### Channel [V] Thailand Music Video Awards
| År   | Nominerat verk | Utmärkelse                                                                  | Resultat |
| ---- | -------------- | --------------------------------------------------------------------------- | -------- |
| 2009 | Sig själv      | Channel [V] Thailand Music Video Award for Popular International New Artist | Vinst    |

## Privat
Den amerikanska ekonomitidskriften Forbes rankade Swift till att vara världens 2 533:e rikaste med en förmögenhet på 1,1 miljarder amerikanska dollar per den 1 maj 2024.